# Prince of Broadway
Prince of Broadway is een Amerikaanse onafhankelijke dramafilm uit 2008, geschreven en geregisseerd door Sean Baker.    

## Verhaallijn
Lucky is een oplichter die op de straten van New York namaakproducten van bekende merken verkoopt en daar veel winst mee maakt. Zijn leven wordt echter op zijn kop gezet als zijn ex-vriendin opduikt met een zoon waarvan hij niet eens wist dat hij die had.

## Rolverdeling
- Prince Adu als Lucky
- Karren Karagulian als Levon Krikorian
- Aiden Noesi als Prince
- Keyali Mayaga als Karina
- Kat Sanchez als Linda
- Victoria Tate als Nadia

## Ontvangst
De film heeft een score van 84% op Rotten Tomatoes, gebaseerd op 19 recensies, met een gemiddelde score van 7,1 uit de 10. 